# Кирхмайер, Ежи
Ежи Мария Кирхмайер (пол. Jerzy Maria Kirchmayer; 29 августа 1895, Краков — 11 апреля 1959, Отвоцк, Польша) — польский военачальник, генерал бригады, военный историк.

## Биография
Родился в семье адвоката.
Окончил начальную школу во Львове, иезуитскую гимназию в 1914. В том же году, в начале Первой мировой войны, был арестован в Царстве Польском российскими войсками и выслан в глубь России. В 1918 служил в Третьем польском корпусе на Востоке. После возвращения на родину в декабре 1918 служил в Войске Польском, во время советско-польской войны — в 7-м полку полевой артиллерии. С 1920 — хорунжий.
Окончил школу подхорунжих артиллерии в Познани в 1921, артиллерийский учебный центр в Торуне — в 1924. С 1922 — подпоручик, с 1924 — поручик, с 1930 — капитан. В 1921—1930 он служил на командных должностях в 3-м полку тяжёлой артиллерии и в 16-м полку полевой артиллерии с перерывом на 1924—1926, когда он работал в артиллерийском бюро французской военной миссии. В 1931—1932 учился в Высшей военной школе в Варшаве, после окончания которой и получения квалификации офицера Генерального штаба был назначен в штаб 13-й пехотной дивизии в Ровно. Затем служил в штабе военного инспектората в Торуне. С 1936 — майор.
Во время сентябрьской кампании 1939 был заместителем начальника III (оперативного) отдела штаба армии «Поморье», получил тяжёлую рану в бою в Кампиносской Пуще. Во время немецкой оккупации находился в рядах Союза вооруженной борьбы и Армии Крайовой (АК), был начальником штаба округа Варшавского воеводства и офицером III отдела Главного командования. С 1942 — подполковник. Был одним из авторов плана военных действий АК «Буря», направленного на организованный выход из подполья подразделений АК в условиях советского наступления. Псевдонимы — «Анджей», «Адам». Во время нахождения в подполье ему была ампутирована нога.
В июле 1944 вернулся в армию (Народное Войско Польское), организовал историческую службу. Был первым руководителем военного исторического бюро в Военном научно-издательском институте, затем начальником исторического отдела Генерального штаба. В 1947 — офицер для специальных поручений при начальнике Генерального штаба. Был директором по научной работе, а затем преподавателем Академии Генерального штаба. С 1945 — полковник, с 22 июля 1947 — генерал бригады.
В 1948 уволен из армии. В 1950 арестован по обвинению в заговоре, в 1951 приговорён к пожизненному заключению. В этот же период были арестованы и некоторые другие кадровые польские офицеры, поступившие на службу в Народное Войско Польское — генералы Францишек Герман, Стефан Моссор, Станислав Татар, Юзеф Куропеска. В октябре 1955 освобождён из тюрьмы, в апреле 1956 реабилитирован. Работал доцентом в Институте истории Польской академии наук, являлся заместителем председателя главного правления и высшего совета Союза борцов за свободу и демократию — официальной ветеранской организации Польской Народной Республики.

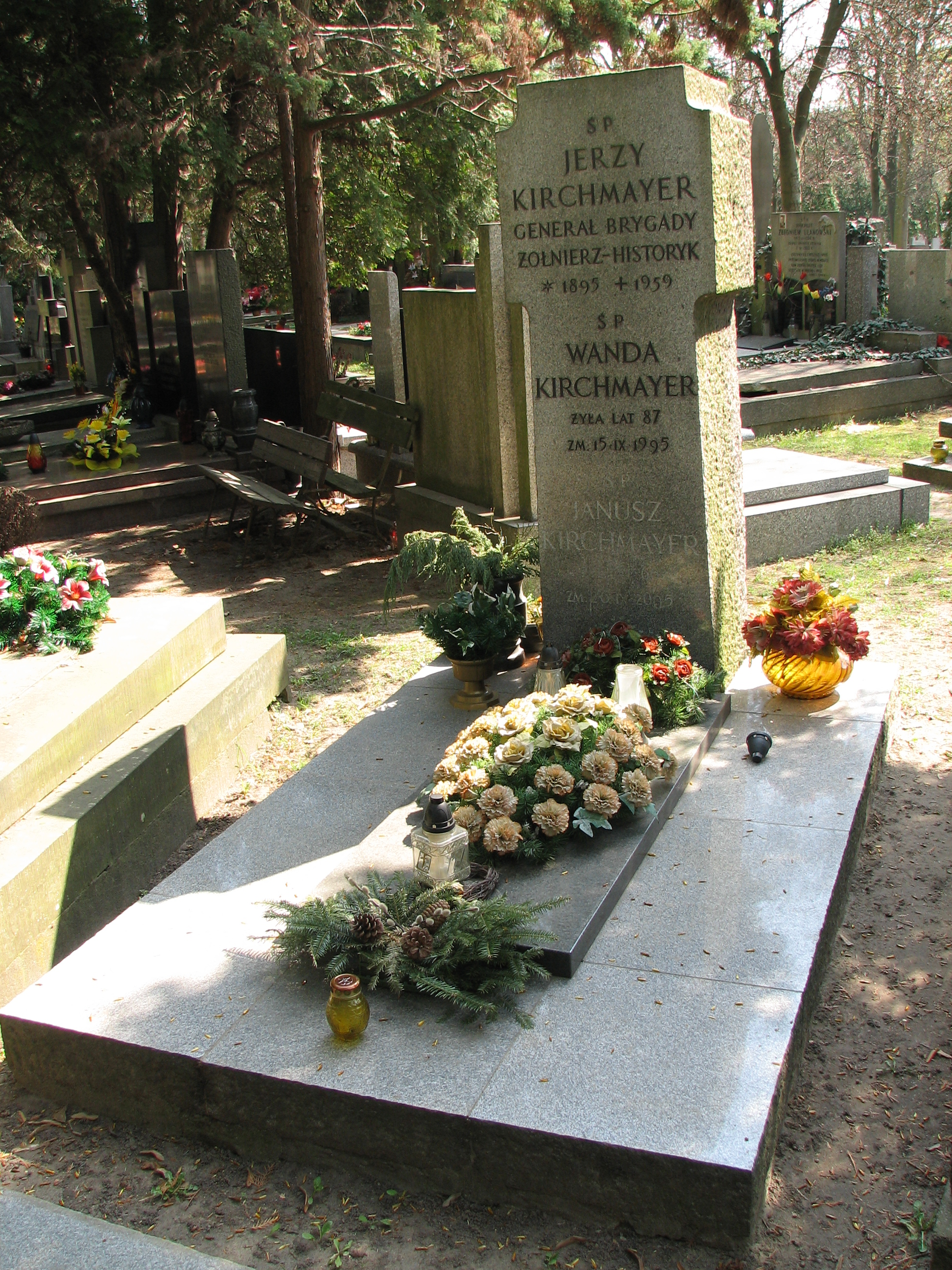
Могила Ежи Кирхмайера, кладбище Воинское Повонзки, Варшава

Похоронен на кладбище Воинское Повонзки в Варшаве. Автор многочисленных публикаций по военной истории (в том числе о сентябрьской кампании 1939 и Варшавском восстании 1944) и технике и тактике артиллерии. Его дневники были изданы посмертно в 1965. Монография «Варшавское восстание» опубликована в 1959 (к 1989 выдержала девять изданий).

## Награды
- Награждён Крестом Грюнвальда III класса, Крестом Храбрых.

## Публикации
- 1939 i 1944. Kilka zagadnień polskich, Wyd. «Książka i Wiedza», Warszawa 1959
- Geneza Powstania Warszawskiego, Sp. Wyd. «Czytelnik», Łódź 1946
- Kampania Wrześniowa, Sp. Wyd. «Czytelnik», Warszawa 1946
- Na marginesie londyńskiego wydania «Polskie Siły Zbrojne w II wojnie światowej». Uwagi i polemiki, Wyd. MON, Warszawa 1958
- Pamiętniki, Wyd. «Książka i Wiedza», Warszawa 1965; Wyd. MON, Warszawa 1987,
- Powstanie Warszawskie, Wyd. «Książka i Wiedza», Warszawa 1984,
- W kraju i na obczyźnie, Wyd. «Książka i Wiedza», Warszawa 1971.